# Acorypha pulla
Acorypha pulla är en insektsart som först beskrevs av Boris Petrovich Uvarov 1950.  Acorypha pulla ingår i släktet Acorypha och familjen gräshoppor.

## Underarter
Arten delas in i följande underarter:
- A. p. pulla
- A. p. rendille